# Helius apoensis
Helius apoensis är en tvåvingeart som beskrevs av Alexander 1931. Helius apoensis ingår i släktet Helius och familjen småharkrankar. Inga underarter finns listade i Catalogue of Life.